# نيل بوش
نيل بوش (بالإنجليزية: Neil Bush) (و. 1955 – م) هو رجل أعمال، وتاجر من الولايات المتحدة الأمريكية ولد في مدلاند، تكساس.

## التعليم
تعلم في جامعة تولين.